# Ward Williams
Ward M. Williams (nacido el 26 de junio de 1923 en Colfax, Indiana y fallecido el 17 de diciembre de 2005 en Greenville, Carolina del Sur) fue un jugador de baloncesto estadounidense que disputó una temporada en la NBA. Con 1,91 metros de estatura, lo hacía en la posición de alero.

## Trayectoria deportiva

### Universidad
Jugó durante cuatro temporadas con los Hoosiers de la Universidad de Indiana, interrumpidas durante tres años en los que tuvo que cumplir el servicio militar durante la Segunda Guerra Mundial. Ejerció como capitán en su última temporada, promediando 10,7 puntos por partido. Fue incluido en el mejor quinteto de la Big Ten Conference en 1942.

### Profesional
Fue elegido en la octava posición del 1948 por Fort Wayne Pistons, donde jugó una única temporada, en la que promedió 4,1 puntos y 1,5 asistencias por partido.

## Estadísticas de su carrera en la NBA

### Temporada regular
| Temporada | Edad | Equipo             | Liga | P  | TIT | MIN | TC  | TCA | %TC  | 3P | 3PA | %3P | TL  | TLA | %TL  | R.OF. | R.DEF. | REB | ASIS | ROB | TAP | PER | FP  | PTS |
| 1948-49   | 25   | Fort Wayne Pistons | BAA  | 53 |     |     | 1.2 | 4.8 | .237 |    |     |     | 1.8 | 2.3 | .750 |       |        |     | 1.5  |     |     |     | 3.0 | 4.1 |
| Total     |      |                    | BAA  | 53 |     |     | 1.2 | 4.8 | .237 |    |     |     | 1.8 | 2.3 | .750 |       |        |     | 1.5  |     |     |     | 3.0 | 4.1 |